# Thomas William Muldoon
Thomas William Muldoon (* 27. September 1917 in Lismore, Australien; † 13. Januar 1986) war Weihbischof in Sydney.

## Leben
Thomas William Muldoon empfing am 22. Dezember 1941 durch den Präfekten der Kongregation De Propaganda Fide, Pietro Kardinal Fumasoni Biondi, das Sakrament der Priesterweihe für das Bistum Lismore. 
Am 1. März 1960 ernannte ihn Papst Johannes XXIII. zum Titularbischof von Fesseë und zum Weihbischof in Sydney. Papst Johannes XXIII. spendete ihm am 8. Mai desselben Jahres die Bischofsweihe; Mitkonsekratoren waren der emeritierte Bischof vom Sankt-Lorenz-Golf, Napoléon-Alexandre Labrie CIM, und der Weihbischof in New York, Fulton John Sheen.
Muldoon nahm an allen vier Sitzungsperioden des Zweiten Vatikanischen Konzils teil. Thomas William Muldoon trat am 6. September 1982 als Weihbischof in Sydney zurück. Er war der erste Weihbischof von Sydney, der in Ruhestand ging und nicht Bischof einer Diözese in Australien wurde.